# Decolopoda antarctica
Decolopoda antarctica är en havsspindelart som beskrevs av Bouvier, E.L. 1905. Decolopoda antarctica ingår i släktet Decolopoda och familjen Colossendeidae. Inga underarter finns listade i Catalogue of Life.